# Velež Mostar
Fudbalski klub Velež Mostar – bośniacki klub piłkarski z miasta Mostar, grający obecnie w Premijer lidze.

## Sukcesy
- Wicemistrzostwo Jugosławii: 1973, 1974, 1986
- Puchar Jugosławii: 1981, 1986
- Puchar Bośni i Hercegowiny: 2022

## Historia
Założony w 1922 roku FK Velež jest jedną z najbardziej utytułowanych drużyn w Bośni i Hercegowinie. Za czasów byłej Jugosławii drużyna Veležu zawsze grała w pierwszej lidze Jugosławii i prawie zawsze zajmowała miejsce w pierwszej dziesiątce ligi. Wśród wszystkich bośniackich drużyn w lidze jugosłowiańskiej Velež był tą najlepszą i najpopularniejszą wśród fanów w całej Hercegowinie. Veležowi kibicowały wszystkie trzy główne grupy etniczne w kraju.
Po rozpadzie Jugosławii Velež gra w lidze Bośni i Hercegowiny. W sezonie 2003/2004 spadł z ekstraklasy i grał w pierwszej lidze, ale po 2 latach powrócił do najwyższej klasy rozgrywkowej.
Obecnie, kibice Veležu są w większości Bośniakami, ale i Serbowie i Chorwaci także kibicują drużynie z Mostaru. Po wojnie na Bałkanach w drużynie Veležu grali sami Bośniacy, ale w ostatnich sezonach w kadrze tego zespołu widnieją już także piłkarze innych narodowości. Organizacja kibiców mostarskiego klubu nosi nazwę "Czerwonej Armii".
Latem 2005 roku klub powrócił do dawnego herbu, na którym widniała Czerwona Gwiazda. Tenże symbol istniał w logo klubu od 1922 aż do czasu rozpadu Jugosławii.

### Piłkarze w historii klubu
- Hasan Salihamidžić
- Dušan Bajević
- Sergej Barbarez
- Vahid Halilhodžić
- Enver Marić
- Muhamed Mujić
- Dragomir Okuka
- Franjo Vladić

## Europejskie puchary
Legenda do wszystkich tabel:
- Q – runda eliminacyjna, 1/16, 1/8, 1/4, 1/2 – odpowiednia faza rozgrywek, Grupa – runda grupowa, 1r gr – pierwsza runda grupowa, 2r gr – druga runda grupowa, F – finał, R – runda, PO – play-off
- k. – rzuty karne, los. – losowanie, Dogr. – dogrywka, w. – zasada bramek strzelonych na wyjeździe

| Sezon   | Rozgrywki                 | Runda | Klub                     | Dom | Wyjazd | Ogólnie     |
| ------- | ------------------------- | ----- | ------------------------ | --- | ------ | ----------- |
| 1973/74 | Puchar UEFA               | 1R    | Tatran Preszów           | 1–1 | 2–4    | 3–5         |
| 1974/75 | Puchar UEFA               | 1R    | Spartak Moskwa           | 2–0 | 1–3    | 3–3, w.     |
| 1974/75 | Puchar UEFA               | 2R    | Rapid Wiedeń             | 1–0 | 1–1    | 2–1         |
| 1974/75 | Puchar UEFA               | 3R    | Derby County             | 4–1 | 1–3    | 5–4         |
| 1974/75 | Puchar UEFA               | 1/4   | FC Twente                | 1–0 | 0–2    | 1–2         |
| 1981/82 | Puchar Zdobywców Pucharów | 1R    | Jeunesse Esch            | 6–1 | 1–1    | 7–2         |
| 1981/82 | Puchar Zdobywców Pucharów | 2R    | 1. FC Lokomotive Leipzig | 1–1 | 1–1    | 2–2, k: 1–4 |
| 1986/87 | Puchar Zdobywców Pucharów | 1R    | Vasas                    | 3–2 | 2–2    | 5–4         |
| 1986/87 | Puchar Zdobywców Pucharów | 2R    | Witosza Sofia            | 4–3 | 0–2    | 4–5         |
| 1987/88 | Puchar UEFA               | 1R    | FC Sion                  | 5–0 | 0–3    | 5–3         |
| 1987/88 | Puchar UEFA               | 2R    | Borussia Dortmund        | 2–1 | 0–2    | 2–3         |
| 1988/89 | Puchar UEFA               | 1R    | APOEL FC                 | 1–0 | 5–2    | 6–2         |
| 1988/89 | Puchar UEFA               | 2R    | CF Os Belenenses         | 0–0 | 0–0    | 0–0, k: 4–3 |
| 1988/89 | Puchar UEFA               | 3R    | Hearts                   | 2–1 | 0–3    | 2–4         |
| 2021/22 | Liga Konferencji Europy   | 1Q    | Coleraine                | 2–1 | 2–1    | 4–2         |
| 2021/22 | Liga Konferencji Europy   | 2Q    | AEK Ateny                | 2–1 | 0–1    | 2–2, k: 3–2 |
| 2021/22 | Liga Konferencji Europy   | 3Q    | Elfsborg                 | 1–4 | 1–1    | 2–5         |
| 2022/23 | Liga Konferencji Europy   | 2Q    | Ħamrun Spartans          | 0–1 | 0–1    | 0–2         |
| 2024/25 | Liga Konferencji          | 1Q    | Inter Club d’Escaldes    | 1–1 | 1–5    | 2–6         |